# Fontaine-les-Bassets
Fontaine-les-Bassets è un comune francese di 116 abitanti situato nel dipartimento dell'Orne nella regione della Normandia.

## Società

### Evoluzione demografica
Abitanti censiti